# Jantarové kukátko
Jantarové kukátko (též Jantarový dalekohled, v originále The Amber Spyglass) je fantasy román anglického spisovatele Philipa Pullmana. Patří spolu se Zlatým kompasem a Jedinečným nožem do trilogie Jeho temné esence.

## Hlavní hrdinové
- Lyra – držitelka alethiometru, zlatého kompasu
- Will – držitel jedinečného nože, ke konci se s Lyrou zamilují
- Iorek Byrnison – lední medvěd, přítel Lyry; znám z prvního dílu
- Roger – kamarád Lyry, kterého chce vysvobodt z říše mrtvých; znám z prvního dílu
- paní Coulterová – matka Lyry
- lord Asriel – otec Lyry, chce porazit Nejvyššího
- Nejvyšší – anděl, který chce všechno zničit, ten je na konci poražen
- Mary - doktorka, kamarádka Lyry, ke konci i Willa; známa z druhého dílu